# Evolutionsbiologie
Die Evolutionsbiologie ist ein Teilbereich der Biowissenschaften. Sie untersucht das Evolutionsgeschehen im Laufe der Erdgeschichte bis heute sowie die Evolutionsfaktoren. Zentrale Problemstellungen moderner Evolutionsbiologie sind
- die Rekonstruktion der stammesgeschichtlichen Abläufe der Organismen,
- das Zusammenspiel der Evolutionsfaktoren untereinander und mit der Umwelt
- sowie die Evolution der Genomsysteme, die in enger Wechselbeziehung zu den jeweiligen Trägerorganismen stehen.

Die Evolutionsbiologie ist eng mit anderen Wissenschaftsdisziplinen verknüpft, z. B. Geologie, Paläontologie, Ökologie, Biogeographie, Anatomie/Morphologie, Physiologie, Biochemie, Verhaltensbiologie, Molekularbiologie und Genetik.

## Evolutionsbiologie als wissenschaftliches Theoriensystem
Die erstmalige textliche Erwähnung der Bezeichnung „Evolutionsbiologie“ findet sich wohl 1942 auf Englisch als evolutionary biology in Julian Huxleys bekannt gewordenem Buch Evolution: The Modern Synthesis. Im deutschen Sprachraum hat der Begriff Evolutionsbiologie erst in den 1980er Jahren voll Einzug gehalten, zuvor sprach man eher nur von der Evolution oder Evolutionstheorie, ehemals auch von der Abstammungslehre oder Deszendenztheorie.
Während Charles Darwin die Evolution, d. h. das Andersartigwerden der zu variablen Populationen zusammengeschlossenen Organismen im Verlaufe zahlreicher Generationenabfolgen, noch als Hypothese betrachtete, war für den 14 Jahre jüngeren Wallace die „Deszendenz mit Modifikation“ bereits eine Tatsache. Am Faktum der biologischen (organismischen) Evolution hat seit August Weismann (1834–1914) kein sachkundiger Biologe mehr gezweifelt, wobei Evolutionsvorgänge im Mikro- wie im Makromaßstab realhistorische Naturvorgänge darstellen. Die grundlegenden Prinzipien können teilweise experimentell und analytisch überprüft und vielfach mit altersdatierten Fossilabfolgen (einigermaßen korrekt, nie vollständig) rekonstruiert werden.
Früher sprachen Biologen von „der Evolutionstheorie“; seit der Etablierung der modernen Evolutionsbiologie ist aber deutlich, dass es keine einheitliche und alle Teilaspekte der Evolution erklärende „Generaltheorie“ gibt, sondern dass unterschiedliche Ansätze und Forschungszweige gemeinsam die wissenschaftlichen Bausteine für die komplexen Einzelprozesse erarbeiten müssen. Die Evolutionsbiologie ist somit ein vielgestaltiges Theoriensystem, das Konzepte, Erkenntnisse und Methoden von der Paläontologie bis zur Molekularbiologie integriert. Mit dem Problem des Lebensbeginns auf der Erde beschäftigt sich die chemische Evolution.
Die biologische Evolution kann zu wesentlichen Teilen als eine „Systemeigenschaft von Populationen“ gesehen werden, da mit jeder Nachkommenschaft neue Variabilität entsteht, wobei die genetisch festgelegten Informationen von denjenigen Individuen weiter gegeben werden, die sich am erfolgreichsten fortpflanzen. Häufig ist eine gute Anpassung an die jeweiligen Umweltbedingungen im weitesten Sinne eine Voraussetzung, doch gibt es auch erhebliche Zufallskomponenten bei der differenziellen Genweitergabe, speziell bei kleinen Populationsgrößen. Vielfach wird in der Analyse und Diskussion zwischen den Genotypen (dem „Erbbild“) eines Organismus und den Phänotypen (dem „Erscheinungsbild“) eines Organismus unterschieden. Für viele Fragestellungen, auch z. B. für die Auswirkungen evolutionsbiologischer Prozesse auf medizinische Befunde (im Rahmen einer Evolutionsmedizin), wird das genomische System, seine Dynamik und Evolution selber untersucht.
Evolutionsbiologische Analysemethoden umfassen somit ein großes Spektrum naturwissenschaftlicher Verfahrenstechniken. Hierzu können im Einzelfall physikalische Altersdatierungen zählen, chemische Analysen organischer Reste in den Gesteinen, zell-, entwicklungs- und molekularbiologische Studien zum Verständnis der Entstehung der vielfältigen Tier- und Pflanzengestalten, DNA-Sequenzanalysen und Stammbaum-Rekonstruktionen zum Erkennen der Verwandtschaftsverhältnisse und der Abzweigungen verschiedener Stammeslinien voneinander (z. B. Menschen- und Schimpansen-Linie) oder auch geologisch-tektonische sowie paläoklimatologische Untersuchungen zur Rekonstruktion früherer Umwelten der damaligen Organismen.

## Kurze Geschichte der Evolutionsbiologie

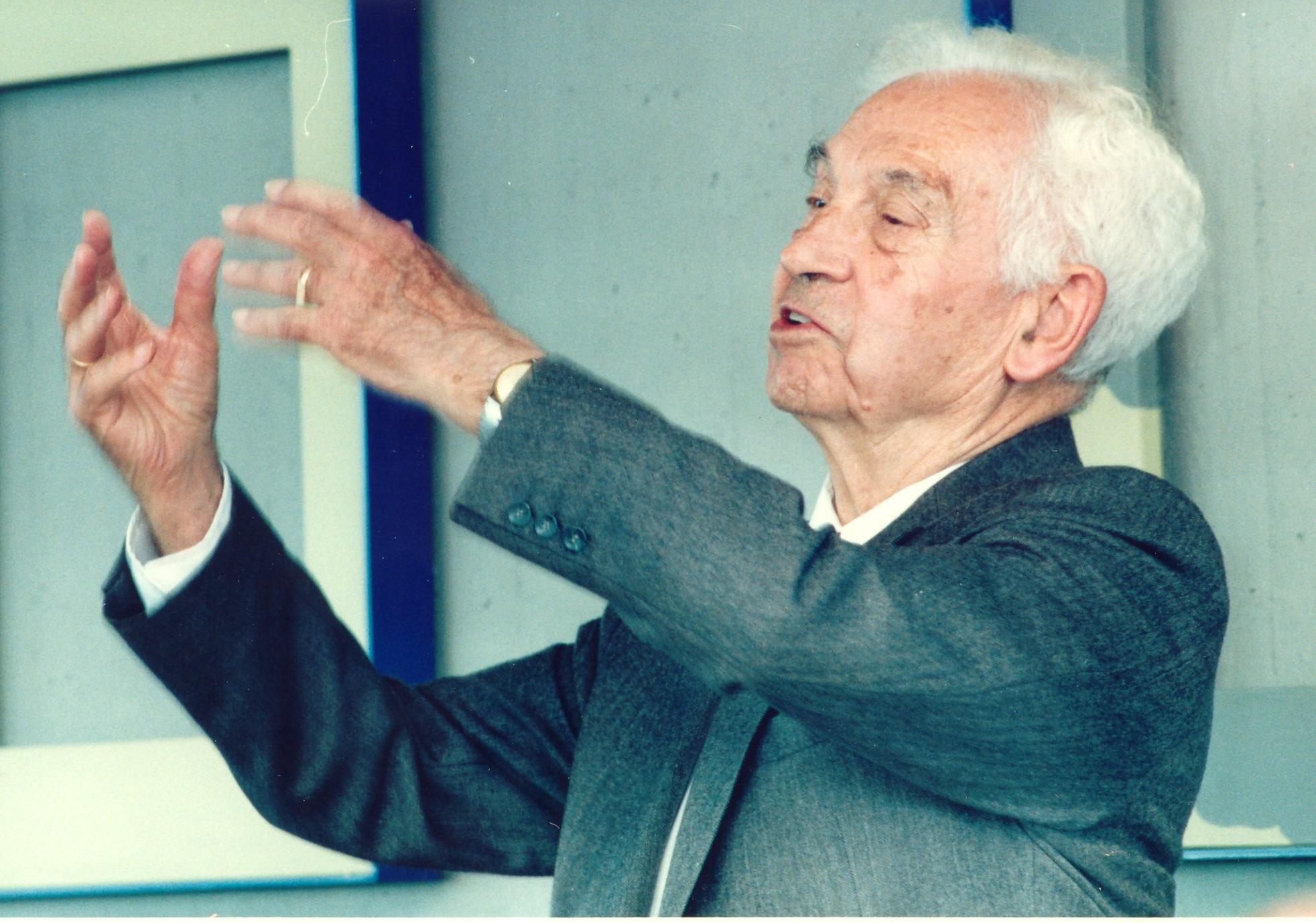
Der Deutsch-Amerikaner Ernst Mayr (1904–2005) prägte stark die Evolutionsbiologie der zweiten Hälfte des 20. Jahrhunderts

Die moderne Evolutionsbiologie ist eine integrative Wissenschaftsdisziplin, die sich in den Jahren 1940 bis 1950 unter anderem durch Arbeiten des britischen Zoologen Julian Huxley (1887–1975), des russisch-amerikanischen Insektenforschers und Genetikers Theodosius Dobzhansky (1900–1975) und des deutsch-amerikanischen Zoologen und Systematikers Ernst Mayr (1904–2005) entwickelt hat. Im Jahre 1946 wurde in den USA die Society for the Study of Evolution gegründet, wobei als Gründungsherausgeber des von der Gesellschaft publizierten Fachjournals Evolution E. Mayr amtierte. In Europa kam es erst 1987 durch den damals in Basel lehrenden US-amerikanischen Evolutionsbiologen Stephen C. Stearns zur Gründung einer „European Society for Evolutionary Biology“ (ESEB). Die starke Verzögerung in der modernen evolutionsbiologischen Forschung auf Kontinentaleuropa ist vermutlich durch die Ereignisse des Zweiten Weltkriegs und seine Folgen mit verursacht worden.
Den Ursprung der wissenschaftlichen Evolutionsbiologie kann man im Hauptwerk Jean-Baptiste de Lamarcks (1744–1829) sehen, der in seinem Buch Philosophie Zoologique (1809) erstmals dargelegt hatte, dass die Organismen nicht konstante Schöpfungen sind, sondern sich aus Urformen entwickelt haben (Konzept der Arten-Transformation). Das Buch wurde allerdings, da nicht leicht lesbar geschrieben, wenig populär und wird heute vielfach nur noch mit dem sogenannten Lamarckismus in Verbindung gebracht, obwohl dies nur ein Teilaspekt im Werk war und auch spätere Forscher des 19. Jahrhunderts, namentlich Charles Darwin, im Prinzip Anhänger der entsprechenden Theorie waren, sie allerdings um weitere zentrale Komponenten erweiterten.
Mit der 1858 vorgestellten Theorie von Charles Darwin (1809–1882) und Alfred Russel Wallace (1823–1913) (Hauptwerke: On the Origin of Species, 1859; Darwinism, 1889) konnte erstmals Mechanismen zur Artentransformation, von Darwin als „Deszendenz mit Modifikation“ bezeichnet, formuliert werden. Zentral waren darin das Prinzip der Evolution durch Variation und natürliche Selektion. Auch Spezialaspekte, wie die sexuelle Selektion, hat er später (1871) integriert.
Die klassische Abstammungslehre oder Deszendenztheorie wurde von August Weismann und Alfred Russel Wallace zu einer „Neo-Darwin’schen Theorie“ erweitert, welche als Hauptursache der biologischen Variabilität bei Tieren und Pflanzen die zweigeschlechtliche Fortpflanzung (sexuelle Reproduktion) annahm, die eine Neukombination von Erbanlagen ermöglichte und die gerichtete natürliche Selektion als zentrale Antriebskraft des Artenwandels ansah. Mit der Entwicklung der Synthetischen Theorie der biologischen Evolution durch Dobzhansky, Mayr, Huxley und andere Biologen konnte eine Zusammenführung populationsgenetischer Studien mit den Erkenntnissen aus der Paläontologie, vergleichenden Anatomie und Biogeographie vollzogen werden (1937 bis ca. 1950). Diese auf sechs Haupt-Thesen basierende Theorie wurde ab dem Jahr 2000 zur „Erweiterten Synthetischen Theorie der biologischen Evolution (expanded synthesis)“ ausgebaut, wobei auch die von Konstantin Mereschkowski entwickelte Theorie der Symbiogenese integriert wurde. Die moderne molekularphylogenetisch ausgerichtete Evolutionsbiologie ging als eigenständiger Zweig der Biowissenschaften aus der „Erweiterten Synthetischen Theorie“ hervor und ist heute als alle biologischen Teilgebiete vereinigende Generaldisziplin von theoretischer und praktischer Bedeutung (Agrikultur, Medizin usw.). Sie erlaubt es mittlerweile sogar, die Entwicklung der Genome, zum Beispiel die Einbindung parasitischer DNA in Form der Transposons in das Genom höherer Organismen im Laufe der Erdgeschichte zu rekonstruieren und mittels des Prinzips der molekularen Uhr ungefähr zu datieren.

## Historische Versuche modifizierender Erklärungsansätze
Für Einzelaspekte des Evolutionsgeschehens wurden, ohne das Prinzip einer Evolution grundsätzlich in Frage zu stellen, verschiedentlich modifizierte Hypothesen und Modelle entwickelt, die vorübergehend oder regional eine starke Anhängerschaft hatten. So wurde in der stalinistisch geführten Sowjetunion zur Zeit des Deutsch-Sowjetischen Kriegs bis Anfang der 1960er Jahre eine spezielle Theorie der Weitergabe erworbener Eigenschaften, der Lyssenkoismus, in Anlehnung an Iwan Mitschurin (1855–1935) und Trofim Lyssenko (1898–1976) als offizielle Staatsdoktrin gelehrt. Ihre Lehre wurde insbesondere für die Ertragssteigerung in der Landwirtschaft propagiert und bekämpfte zugleich die im Westen gelehrte Evolutionstheorie.
Für die Formbildung komplexer (primär tierischer) Lebewesen wurden teilweise spezielle „Vitalfaktoren“ (so bei Hans Driesch, 1867–1941) oder aber die Wirkung einer „Innerlichkeit“ (bei Adolf Portmann, 1897–1982) propagiert. Am Senckenberg Forschungsinstitut wurden in den 1960/70er Jahre Ideen formuliert, welche die Umgestaltung von Tierformen in der Erdgeschichte auf Basis einer Hydroskelett-Theorie und eines stark modifizierten Konzepts zur evolutiven Anpassung zu erklären versuchten. Die Protagonisten dieser von Wolfgang Gutmann (1935–1997) begründeten Hypothese sprachen in der Folge von der „Frankfurter Evolutionstheorie“, interpretierten Lebewesen mechanistisch als „hydraulische Konstruktionen“ und postulierten hypothetische Gallertoide als Ausgangsformen aller Gestaltentwicklungen.

## Skepsis gegenüber der Evolutionsbiologie
Die wissenschaftlich fundierte Evolutionsbiologie, die sich seit rund 200 Jahren stets weiter entwickelt, befindet sich immer wieder in kritischer Auseinandersetzung. Manche Kritik ist religiös motiviert. Teilweise werden Alternativ-„Erklärungen“ für den Evolutionsablauf angeboten. Oft wird auch das Phänomen der Evolution gänzlich negiert. In Diskussionen beobachtet man dabei, dass Konzepte und Termini anders gebraucht werden als in der Wissenschaft, oder dass die Relevanz und Signifikanz wissenschaftlicher Empirie und Experimentalforschung nicht kritisch gewürdigt oder aber anders interpretiert werden. Vielfach begegnet man auch (möglicherweise unbewussten) nicht-wissenschaftlichen Argumentationsweisen. Manchmal werden auch Fakten falsch verstanden oder aufgrund eines inhärenten anderen Weltbildes anders rezipiert, interpretiert und gewertet, beispielsweise wenn die Ähnlichkeit gewisser Fossilfunde (z. B. Laubblätter) mit manchen heutigen Arten als „Beweis“ für eine Nicht-Evolution gesehen wird.
Zuweilen kann sich Skepsis auch aus einer von Wissenschaftlerseite geäußerten Feststellung entwickeln, wonach die Wissenschaft manche Evolutionsprozesse nicht oder noch nicht erklären kann oder auch, dass gewisse Erkenntnislücken stets bleiben werden, beispielsweise wegen lückenhafter Fossilberichte. Als Alternativkonzept wird dann vom Diskussionspartner vielfach ein göttlicher Schöpfungsakt ins Spiel gebracht, durch den entweder die Anfangsbedingungen (Entstehung von Arten) oder aber die gesamte Evolution (so eine solche zugestanden wird) vorgegeben und gelenkt würden. Hierbei werden auch Schöpfungsmythen als argumentative Grundlage angeführt und als wahr (und nicht als bildhafte Sprache eines früheren Kulturkreises) und als geeignet zur Erklärung realer Abläufe interpretiert.
Verschiedentlich werden von religiöser Seite „Kompromisse“ präsentiert, etwa durch die Postulierung eines Grundtypen-Modells, in welchem sich aber zahlreiche wissenschaftliche (auch konzeptionelle und terminologische) Missverständnisse und Mehrdeutigkeiten verbergen. Die Intelligent-Design-Theorien gehen von „perfekt erschaffenen Lebewesen“ aus, missachten aber unter anderem die zahlreichen „Design-Fehler“ (genetische Defekte, Aberrationen usw.) lebender Organismen, welche Nebeneffekte der (molekularen) Evolutionsprozesse sind. Ein weiterer Versuch ist der Third Way of Evolution, der Erklärungen über Evolutionsprozesse jenseits von Kreationismus, aber auch von den Erkenntnissen der Evolutionsbiologie anzubieten versucht.